# بنجامين سميث (سياسي أمريكي)
بنجامين سميث (بالإنجليزية: Benjamin Smith)‏ هو سياسي أمريكي، ولد في 10 يناير 1756 في مقاطعة برونزويك في الولايات المتحدة، وتوفي في 26 يناير 1826 في ساوثبورت في الولايات المتحدة. حزبياً، نشط في الحزب الجمهوري الديمقراطي. وقد انتخب عضو مجلس ولاية كارولاينا الشمالية (1792 – ) وانتخب عضو مجلس نواب كارولينا الشمالية وانتخب حاكم كارولينا الشمالية ‏ (1 ديسمبر 1810 – 11 ديسمبر 1811).